# By landsfiskalsdistrikt
By landsfiskalsdistrikt var 1918–1941 ett landsfiskalsdistrikt i Kopparbergs län, bildat när Sveriges indelning i landsfiskalsdistrikt trädde i kraft den 1 januari 1918, enligt beslut den 7 september 1917. När Sveriges nya indelning i landsfiskalsdistrikt trädde i kraft den 1 januari 1952 (enligt kungörelsen 1 juni 1951) upplöstes landsfiskalsdistriktet och dess ingående områden införlivades i Avesta landsfiskalsdistrikt.
Landsfiskalsdistriktet låg under länsstyrelsen i Kopparbergs län.

## Ingående områden
När Sveriges nya indelning i landsfiskalsdistrikt trädde i kraft den 1 oktober 1941 (enligt kungörelsen den 28 juni 1941) tillfördes Folkärna landskommun från det upplösta Folkärna landsfiskalsdistrikt.

### Från 1918
Folkare härad:
- By landskommun

### Från 1 oktober 1941
Folkare härad:
- By landskommun
- Folkärna landskommun